# Manompana
Manompana is een plaats en commune in het oosten van Madagaskar, behorend tot het district Soanierana Ivongo, dat gelegen is in de regio Analanjirofo. Tijdens een volkstelling in 2001 telde de plaats 16.316 inwoners.
De plaats biedt naast lager onderwijs ook middelbaar onderwijs aan. 90 % van de bevolking werkt als landbouwer en 2% verdient zijn brood als visser. De belangrijkste landbouwproducten zijn rijst en kruidnagelen; ander belangrijk product is koffie. Verder is 8% actief in de dienstensector.